# Бокша Іван Іванович
Іва́н Іва́нович Бо́кша (21 грудня 1932) — народний депутат України 1-го скликання.

## Біографія
Народився 21 грудня 1932 в селі Виноградове Цюрупинського району Херсонської області УСРР в селянській родині. Українець, освіта вища, Одеський інститут народного господарства, економіст.
1955 — вчитель математики СШ міста Скадовська.
1955 — строкова військова служба.
1958 — вчитель математики СШ села Виноградове, Цюрупинський район.
1961 — інженер — начальник Скадовського морського порту.
Член КПРС, депутат районної ради.
Висунутий кандидатом у народні депутати трудовим колективом Скадовського морського торгового порту.
7 травня 1993 року обраний народним депутатом України 1-го скликання (2-й тур — 47 %, 4 претенденти).
- Херсонська область
- Скадовський виборчий округ № 402
- Дата прийняття депутатських повноважень: 18 травня 1993 року.
- Дата припинення депутатських повноважень: 10 травня 1994 року.

Кандидат у народні депутати України XIII скликання Верховної Ради, висунутий трудовим колективом (1-й тур — 4.83 %, 6-е місце з 12-ти претендентів).
Нагороджений орденом Трудового Червоного Прапора, присвоєно почесне звання «Почесний працівник морського флоту СРСР».
Академічний радник Інженерної академії України.
Присвоєне почесне звання «Заслужений працівник транспорту України».
Одружений, є діти.